# 安中榛名駅
安中榛名駅（あんなかはるなえき）は、群馬県安中市東上秋間にある、東日本旅客鉄道（JR東日本）北陸新幹線の駅である。一部の「あさま」のみ停車する。

## 歴史
北陸新幹線高崎駅 - 長野駅間のルートは、群馬・長野県境の標高差をいかにして通過するかが問題であり、当初は直線的に高崎から長野原町付近を通過して長野へ抜ける案や、松井田町（現：安中市）付近を通過して下仁田町の物見山の直下を貫く長大トンネルで佐久へ抜ける案などが検討されたが、地質的な工事の難易度、通過される軽井沢町の反対、急勾配を通過可能な新幹線車両の設計にめどがついたことなどから、高崎駅から連続30‰勾配を登坂しつつ軽井沢駅を経由し、長野駅へ向かう計画となった。
このうち、高崎駅 - 軽井沢駅間のルートは2案が検討された。一つは、高崎駅を出たのちに榛名町中里見（現：高崎市中里見町）付近を通って北に迂回し、榛名山南麓の霧積山や子持山の直下を連続急勾配トンネルで抜けつつ南下し軽井沢へ抜けるという、現行ルートに近い北回り案。もう一つは、高崎駅を出たのちに榛名町下里見（現：高崎市下里見町）付近から南西に迂回し、信越本線を磯部駅 - 松井田駅間で跨ぎ（駅設置も考慮）、妙義山南麓をトンネルと連続急勾配で大きく迂回しつつ軽井沢に抜ける南回り案であった。
結果、トンネル建設にあたって比較的地質が安定しており、比較的大回りとならない北回り案（開業時点で信越本線比で+0.9 km、南回り案では+約9 km）が採用されることとなった。
1982年（昭和57年）には日本鉄道建設公団（以下、鉄道公団）では環境影響評価実施のために駅・ルートの概要を公表するが、この当初工事実施計画の時点では高崎駅 - 軽井沢駅間に駅は設置される計画はなかった。これに対して群馬県は、同年12月に鉄道公団が環境影響評価報告書案を沿線各県に提出したのちも、新駅設置の強い要望があることを主張した上で、報告書案に対する知事意見書の提出を渋るなど慎重姿勢を取った。群馬県がこのような態度をとった理由としては、整備新幹線建設にあたっては、建設のための財源枠組み計画により、群馬県なども拠出を行うことや、南回り案に見られるように松井田附近に駅が設置される噂が広まっていた経緯などがある。
1985年（昭和60年）に入り群馬県では関係各所へ新駅設置について要望を重ね、同年11月には自由民主党と群馬県知事清水一郎の間で、新安中駅（仮称）設置の確約がなされた。なお同年12月25日に、鉄道公団は北陸新幹線高崎駅 - 小松駅間の工事実施計画を運輸大臣に申請している。この時点で工事実施計画に新安中駅の設置は組み込まれなかったものの、駅設置の要望が出ることを織り込んで、中間に水平区間を確保していたとの話もある。
翌1986年（昭和61年）3月、群馬県知事の清水は鉄道公団総裁に対し、関係市町村から構成する西毛地区開発協議会が策定した、具体的な道路整備計画、駅周辺整備計画、観光開発計画を添えて、駅設置の知事要望書を提出した。
これを受けて鉄道公団では、安中市に駅を設置することは列車運行上も支障なく、地域振興の中心となり、観光ルートの拠点ともなるとして、1986年（昭和61年）8月29日、ルートを微調整の上、当駅を設置する工事実施計画の追加申請を運輸大臣宛てに行い、当駅が設置されることとなった。

### 年表
- 1982年（昭和57年）：鉄道公団が北陸新幹線高崎駅 - 小松駅間建設にあたっての環境影響評価実施のために駅・ルートの概要を公表するが、この当初工事実施計画の時点では高崎駅 - 軽井沢駅間に駅は計画されず[6]。
- 1985年（昭和60年）
  - 11月：自由民主党と群馬県知事清水一郎の間で、新安中駅（仮称）設置の確約がなされる[6]。
  - 12月25日：鉄道公団が北陸新幹線高崎駅 - 小松駅間の工事実施計画を運輸大臣に申請[5][7]。この時点では新安中駅（仮称）の新設計画は加味されず。
- 1986年（昭和61年）
  - 3月：群馬県知事の清水から鉄道公団総裁に対し駅設置の知事要望書を提出[7][6]。
  - 8月29日：鉄道公団から運輸大臣宛てに、新安中駅（仮称）を設置する工事実施計画追加申請がなされ、当駅設置が決定[7]。
- 1997年（平成9年）
  - 4月15日：開業日発表と併せ、駅名が「安中榛名」に決定[8]。
  - 10月1日：北陸新幹線の高崎駅 - 長野駅間の開業に伴い、駅が開業[2]。
- 1999年（平成11年）5月26日：自動改札機を設置し、供用を開始[9]。
- 2004年（平成16年）3月13日：前年にびゅうヴェルジェ安中榛名の分譲を開始したことから[報道 1]、同日のダイヤ改正で停車列車を下り1本、上り3本増加させ、上下各12本の停車とする[報道 2]。この数字は現在に至るまで変わっていない。
- 2008年（平成20年）3月14日：東京方面でSuica FREX定期券・Suica FREXパル定期券が利用できるようになる[報道 3]。
- 2015年（平成27年）3月14日：北陸新幹線長野駅 - 金沢駅間の延伸に伴い、停車列車12往復のうち上下各1本を金沢駅発着の「はくたか」（上り：574号、下り：575号）とする[10]。
- 2016年（平成28年）3月26日：同日実施のダイヤ改正に伴い、「はくたか」の停車を取りやめ。長野方面でSuica FREX定期券・Suica FREXパル定期券の利用が可能となる[報道 4]。
- 2018年（平成30年）4月1日：当駅 - 東京駅間においてタッチでGo!新幹線のサービスを開始[11][報道 5]。
- 2019年（令和元年）10月25日：令和元年東日本台風の被害に伴う暫定措置により、同日より11月29日まで「はくたか」が3年7か月ぶりに停車するようになる[12][報道 6]。
- 2020年（令和2年）3月14日：新幹線eチケットサービスを開始[報道 7]。
- 2021年（令和3年）3月13日：タッチでGo!新幹線のサービスを当駅から上越妙高駅までの区間に拡大[13][報道 8]。

## 駅構造
地上駅である。通過線なしの可動式安全柵付き相対式ホーム（幅 4.5 m）2面2線（長さ 310 m）を有し、積雪もさほど多くないため長野までの各駅と同様半覆いタイプの上屋としている。上屋には安中市の木であるスギ材を一部に使用し、可動式安全柵には安中市の花であるウメの花をあしらっている。この可動式安全柵は開業当初から設置済みである。当初は8両編成分だったが、のちに12両編成分まで拡張された。
また、先述の通り軽井沢に向かって碓氷峠を急勾配で登ることから、当駅の東側が北向きに大きく迂回している都合上、駅全体が北向きに大きくカーブしており、線路のカント（高速走行を支えるための傾き）も大きい。この影響でホームと電車の間に所々隙間や多少の段差ができてしまうため、車内放送（日本語と英語）での注意喚起が当駅到着前に流れる。
地上駅ではあるが、ホームは駅舎から見ると2階相当の位置にあり、各ホームと駅舎は地下通路により連絡する。
駅舎のデザインは「新しい街に相応しく個性的でモダンな駅」を志向し、晴天率が高いという土地柄を意識して青空・自然をイメージしている。駅舎は青く着色したガラスで構成された中央のアトリウムとチェック模様のタイルからなる壁面から構成される。また、意識的に周囲の景観を内部に取り込むため、タイルのチェック模様を室内に連続させるなどの工夫がされている。構内には待合室・便所のほか、みどりの窓口、自動券売機、指定席券売機が設置されているほか、立ち食いそばなどの売店（荻野屋安中榛名駅売店）、駅レンタカー窓口がある。

### のりば
| 番線 | 路線       | 方向 | 行先                       |
| ---- | ---------- | ---- | -------------------------- |
| 1    | 北陸新幹線 | 下り | 長野・富山・金沢・敦賀方面 |
| 2    | 北陸新幹線 | 上り | 高崎・大宮・東京方面       |

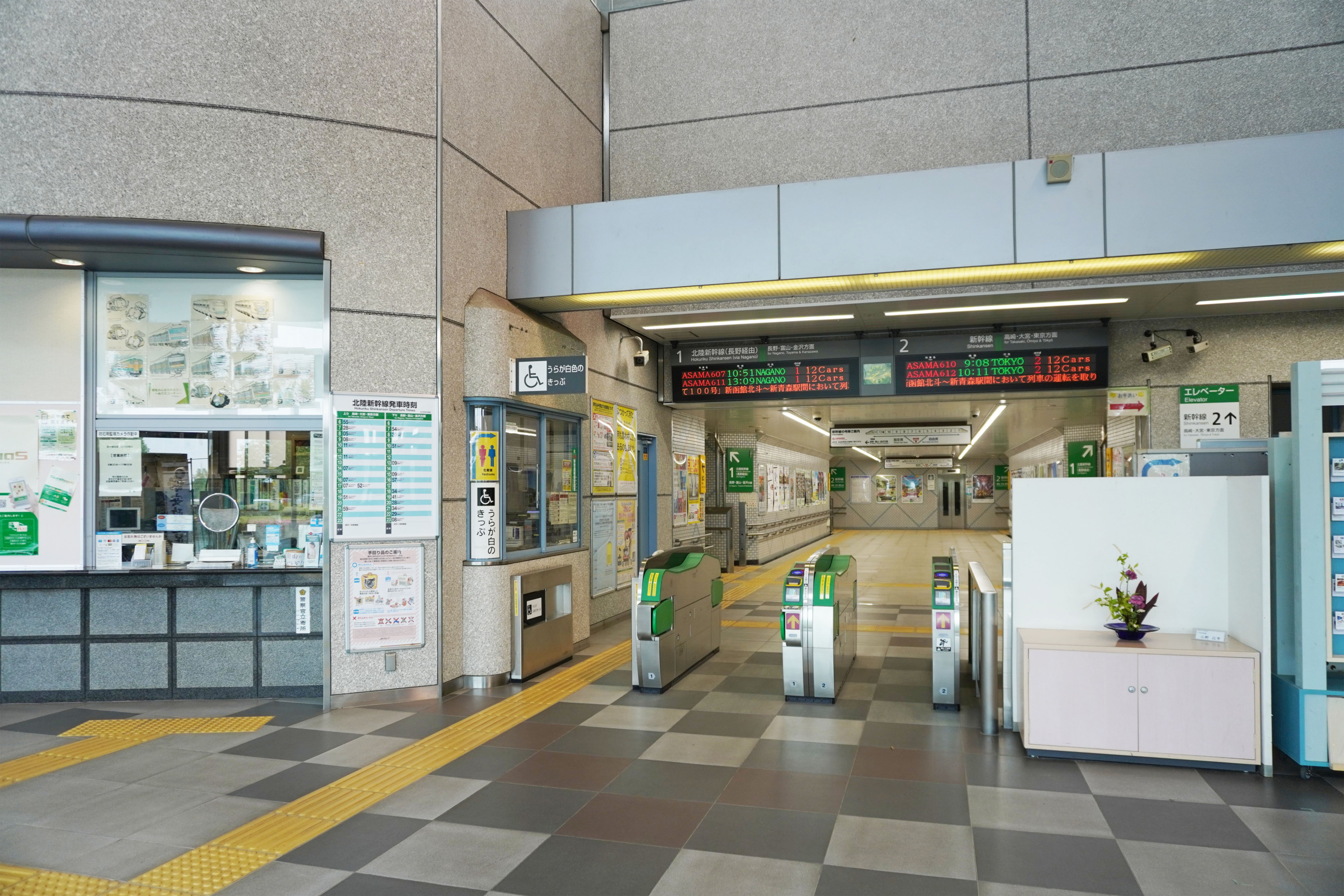
改札口（2023年5月）
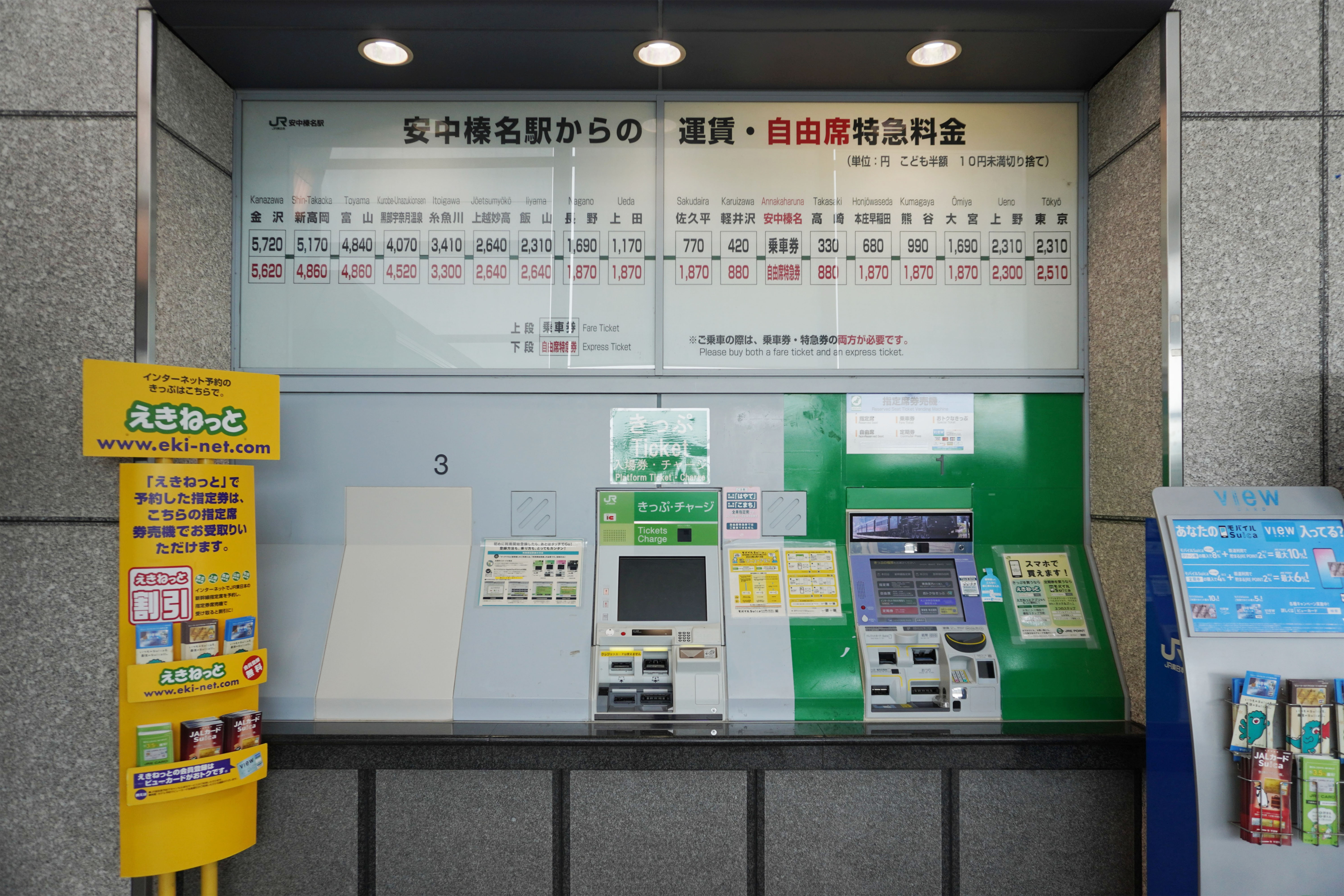
自動券売機（2023年5月）
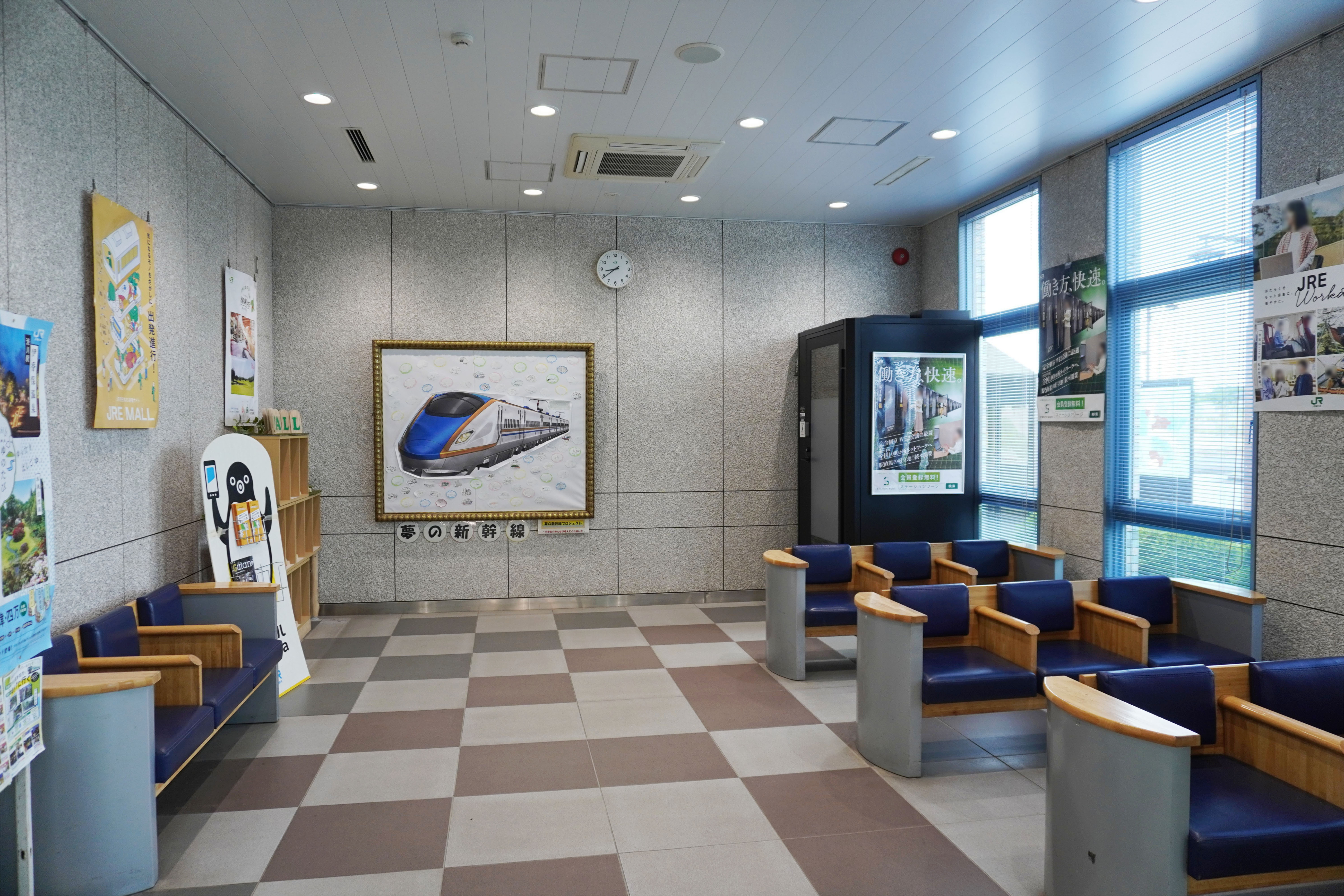
待合室（2023年5月）
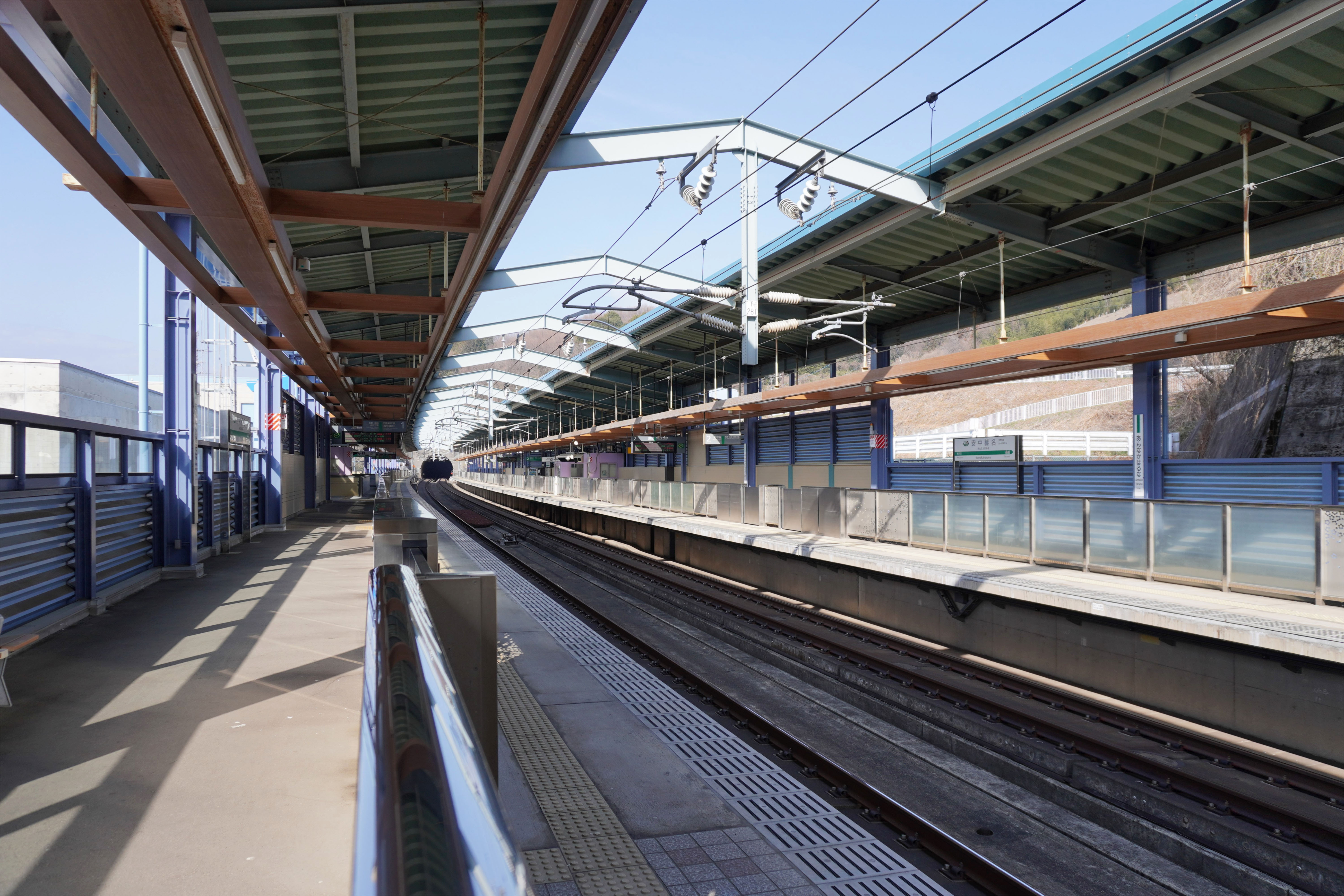
ホーム（2024年3月）

## 駅弁
前述の荻野屋運営の売店により、峠の釜めしが販売されている。

## 利用状況
JR東日本によると、2023年度（令和5年度）の1日平均乗車人員は250人である。
開業前は1日1,500人程度の乗降を見込んでいたが、駅周辺開発の遅れなどから利用は伸び悩み、開業1か月時点の速報で、1日平均乗降人員は523人（1/2した値を乗車人員とするとおおよその乗車人員262.5人）となり、当時全国の新幹線駅で最低の乗降人員とされていた白石蔵王駅（当時1日乗降人員850人）を下回って、1か月速報値ながら全国最低となり、2000年度（平成12年度）時点では1日平均乗車人員は169人となっていた。
2019年度（令和元年度）時点では1日平均乗車人員は285人となったが、北陸新幹線の駅としては最低値であり、当駅以後に開業した他の新幹線路線駅を含めても、5番目に少ない乗車人数（奥津軽いまべつ駅、木古内駅、いわて沼宮内駅に次ぐ）となった。
なお、2000年度（平成12年度）以降の推移は以下のとおりである。また、2012年度（平成24年度）以降の括弧内はJR東日本集計の「各駅の乗車人員」における数値である。
| 1日平均乗車人員推移 | 1日平均乗車人員推移 | 1日平均乗車人員推移 | 1日平均乗車人員推移 | 1日平均乗車人員推移 | 1日平均乗車人員推移                | 1日平均乗車人員推移       |
| 年度                | 定期外              | 定期                | 合計                | 前年度比            | 備考                               | 出典                      |
| ------------------- | ------------------- | ------------------- | ------------------- | ------------------- | ---------------------------------- | ------------------------- |
| 2000年（平成12年）  |                     |                     | 169                 |                     |                                    | [ p 1 ]                   |
| 2001年（平成13年）  |                     |                     | 170                 |                     |                                    | [ p 2 ]                   |
| 2002年（平成14年）  |                     |                     | 151                 |                     |                                    | [ p 3 ]                   |
| 2003年（平成15年）  |                     |                     | 161                 |                     | びゅうヴェルジェ安中榛名分譲開始   | [ p 4 ]                   |
| 2004年（平成16年）  |                     |                     | 199                 |                     | 前年度末のダイヤ改正で停車本数増加 | [ p 5 ]                   |
| 2005年（平成17年）  |                     |                     | 234                 |                     |                                    | [ p 6 ]                   |
| 2006年（平成18年）  |                     |                     | 245                 |                     |                                    | [ p 7 ]                   |
| 2007年（平成19年）  |                     |                     | 253                 |                     |                                    | [ p 8 ]                   |
| 2008年（平成20年）  |                     |                     | 275                 |                     |                                    | [ p 9 ]                   |
| 2009年（平成21年）  |                     |                     | 261                 |                     |                                    | [ p 10 ]                  |
| 2010年（平成22年）  |                     |                     | 252                 |                     |                                    | [ p 11 ]                  |
| 2011年（平成23年）  |                     |                     | 270                 |                     |                                    | [ p 12 ]                  |
| 2012年（平成24年）  | 129 (123)           | 142 (142)           | 271 (266)           |                     |                                    | [ p 13 ] [ p-s 3 ]        |
| 2013年（平成25年）  | 127 (124)           | 142 (142)           | 270 (267)           |                     |                                    | [ p 14 ] [ p-s 4 ]        |
| 2014年（平成26年）  | 134 (127)           | 143 (143)           | 277 (270)           |                     |                                    | [ p 15 ] [ p-s 5 ]        |
| 2015年（平成27年）  | 135 (129)           | 142 (142)           | 277 (272)           |                     | 北陸新幹線金沢延伸開業             | [ p 16 ] [ p-s 6 ]        |
| 2016年（平成28年）  | 135                 | 145                 | 280                 |                     | びゅうヴェルジェ安中榛名完売       | [ p-s 7 ]                 |
| 2017年（平成29年）  | 139                 | 153                 | 292                 |                     |                                    | [ p-s 8 ]                 |
| 2018年（平成30年）  | 143 (141)           | 156 (156)           | 300 (298)           |                     |                                    | [ p 17 ] [ p-s 9 ]        |
| 2019年（令和元年）  | 132 (131)           | 153 (153)           | 285 (284)           |                     |                                    | [ p 18 ] [ p-s 2 ] [ 22 ] |
| 2020年（令和02年）  | 50                  | 105                 | 155                 | −45.6%              |                                    | [ p-s 10 ]                |
| 2021年（令和03年）  | 69                  | 108                 | 177                 | 14.2%               |                                    | [ p-s 11 ]                |
| 2022年（令和04年）  | 108                 | 122                 | 230                 | 29.6%               |                                    | [ p-s 12 ]                |
| 2023年（令和05年）  | 129                 | 121                 | 250                 | 108.9%              |                                    | [ p-s 1 ]                 |

## 駅周辺

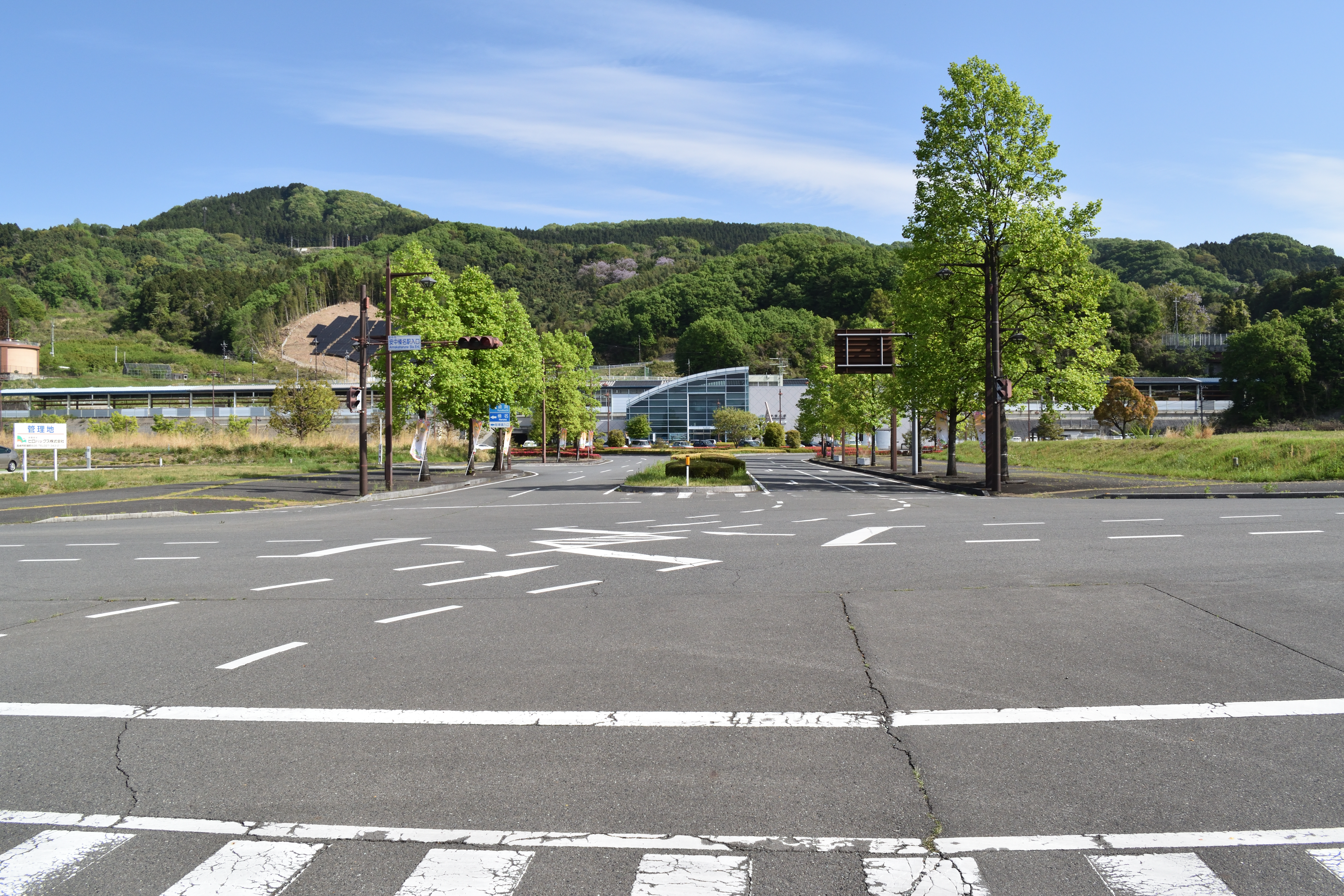
駅前商業区画（2017年5月）

前述の経緯から当駅は特に集落などもない丘陵上の山林を切り開いて開業したこともあり、マスメディアなどからは開業同年に公開されたアニメ映画『もののけ姫』になぞらえて「もののけ駅」と揶揄されたこともあった。
駅周辺の開発については、開業前の1993年（平成5年）に、群馬県と安中市、および上越新幹線上毛高原駅が所在する月夜野町（現：みなかみ町）、JR東日本によって「定住型リゾートオフィスモデル事業調査」が行われた。これは、東京 100 km圏、新幹線で1時間、かつリゾート地（安中榛名の場合は軽井沢）を後背地に持つ立地を活かして、快適な住環境と都内の本社と通信回線で結ばれたサテライトオフィスをセットとして、職住に加えて「遊」を近接させた開発を行おうとする構想であり、当駅については住宅地開発と併せてソフトウェア開発企業など高度情報産業を誘致する「新安中マルチメディアタウン構想」が提案された。
このうち駅南方の住宅地についてはJR東日本を主体に開発が行われ、着手の遅延により駅開業には間に合わなかったものの、2003年（平成15年）10月に「びゅうヴェルジェ安中榛名」の名称で約600区画の分譲を開始し、2016年（平成28年）6月末に完売した。
しかし、商業区画についてはその後大企業のデータバックアップ施設の誘致などに切り替わったものの、企業等の誘致には至っていない。
また、駅前にはびゅうヴェルジェ安中榛名の販売センターとコンビニエンスストアが入居する「秋間みのりが丘コミュニティプラザ」が設けられていたが、分譲終了に伴い閉鎖されてしまい、駅構内の売店を除き商業施設は皆無となった。その後、コミュニティプラザは安中市の所有となり、2023年（令和5年）には民間企業のサテライトオフィスとして賃貸されている。

### 主な施設等
- びゅうヴェルジェ安中榛名
- みのりが丘パノラマパーク[新聞 2]
- 秋間みのりが丘北側広場（多目的運動場）
- 群馬県道48号下仁田安中倉渕線 - 当駅開業にあたりアクセス道路として改良が行われた[29]。2019年（令和元年）には、安中榛名駅前交差点が群馬県内初のラウンドアバウトとされた[新聞 3]。

### バス路線

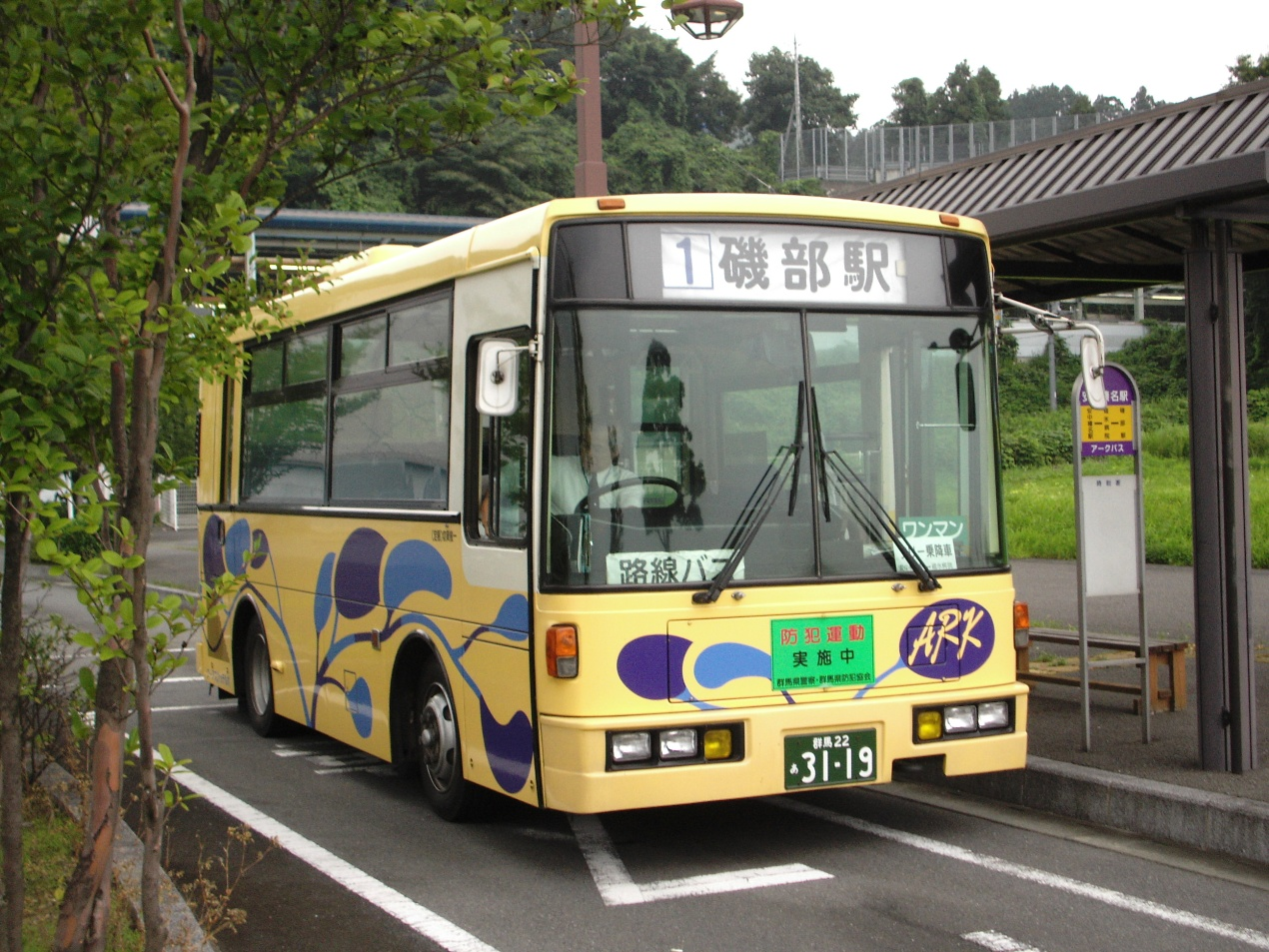
バスのりば

ボルテックスアークの磯部駅や安中駅周辺への路線バスが発着する。

## 隣の駅
東日本旅客鉄道（JR東日本）
 北陸新幹線
高崎駅 - 安中榛名駅 - 軽井沢駅

### 記事本文

#### 報道発表資料
1. 1 2 3  「－ 長野新幹線 駅前定住型リゾートシテイ － 「びゅうヴェルジェ安中榛名」いよいよ10月から販売開始！ ～グランドオープンを記念し、9月28日「街びらきフェスタ」を開催！～ (PDF)」（プレスリリース）、東日本旅客鉄道、2003年9月4日。2023年10月29日閲覧。
2. 1 2  「Ⅰ.新幹線（2004年3月ダイヤ改正について） (PDF)」東日本旅客鉄道、2003年12月12日。2023年10月29日閲覧。
3. ↑  「Suicaをご利用いただけるエリアが広がります。 (PDF)」（プレスリリース）、東日本旅客鉄道、2008年12月22日。2020年5月25日閲覧。
4. ↑  「Suica FREX 定期券をご利用いただける駅が増えます (PDF)」（プレスリリース）、東日本旅客鉄道、2015年12月21日。2020年5月25日閲覧。
5. ↑  「「タッチでGo!新幹線」の開始について (PDF)」（プレスリリース）、東日本旅客鉄道、2017年12月5日。2020年5月24日閲覧。
6. ↑  「北陸新幹線（東京～金沢間）の直通運転再開に伴う暫定ダイヤについて (PDF)」（プレスリリース）、東日本旅客鉄道、2019年10月23日。2022年2月15日閲覧。
7. ↑  「「新幹線eチケットサービス」が始まります! (PDF)」（プレスリリース）、東日本旅客鉄道、北海道旅客鉄道、西日本旅客鉄道、2020年2月4日。2020年5月24日閲覧。
8. ↑  「タッチでGo!新幹線 サービスエリア拡大について (PDF)」（プレスリリース）、東日本旅客鉄道、2020年11月12日。2020年11月13日閲覧。

#### 新聞記事
1. 1 2  「JR東日本 「びゅうヴェルジェ安中榛名」完売」『交通新聞』交通新聞社、2016年7月25日。
2. ↑  「住民ボランティアが花苗植え 安中・みのりが丘パノラマパークで」『東京新聞』2020年10月26日。2022年2月15日閲覧。
3. ↑  「ラウンドアバウト、年度内に正式導入 群馬県、安中に県内初」『産経新聞』2019年8月21日。2022年2月15日閲覧。

### 利用状況
1. 1 2  「JR東日本：各駅の乗車人員（2000年度）」東日本旅客鉄道。2025年6月17日閲覧。
2. ↑  「JR東日本：各駅の乗車人員（2001年度）」東日本旅客鉄道。2025年6月17日閲覧。
3. ↑  「JR東日本：各駅の乗車人員（2002年度）」東日本旅客鉄道。2025年6月17日閲覧。
4. ↑  「JR東日本：各駅の乗車人員（2003年度）」東日本旅客鉄道。2025年6月17日閲覧。
5. ↑  「JR東日本：各駅の乗車人員（2004年度）」東日本旅客鉄道。2025年6月17日閲覧。
6. ↑  「JR東日本：各駅の乗車人員（2005年度）」東日本旅客鉄道。2025年6月17日閲覧。
7. ↑  「JR東日本：各駅の乗車人員（2006年度）」東日本旅客鉄道。2025年6月17日閲覧。
8. ↑  「JR東日本：各駅の乗車人員（2007年度）」東日本旅客鉄道。2025年6月17日閲覧。
9. ↑  「JR東日本：各駅の乗車人員（2008年度）」東日本旅客鉄道。2025年6月17日閲覧。
10. ↑  「JR東日本：各駅の乗車人員（2009年度）」東日本旅客鉄道。2025年6月17日閲覧。
11. ↑  「JR東日本：各駅の乗車人員（2010年度）」東日本旅客鉄道。2025年6月17日閲覧。
12. ↑  「JR東日本：各駅の乗車人員（2011年度）」東日本旅客鉄道。2025年6月17日閲覧。
13. ↑  「JR東日本：各駅の乗車人員（2012年度）」東日本旅客鉄道。2025年6月17日閲覧。
14. ↑  「各駅の乗車人員 2013年度 ベスト100以外（8）：JR東日本」東日本旅客鉄道。2025年6月17日閲覧。
15. ↑  「各駅の乗車人員 2014年度 ベスト100以外（8）：JR東日本」東日本旅客鉄道。2025年6月17日閲覧。
16. ↑  「各駅の乗車人員 2015年度 ベスト100以外（8）：JR東日本」東日本旅客鉄道。2025年6月17日閲覧。
17. ↑  「各駅の乗車人員 2018年度 ベスト100以外（7）：JR東日本」東日本旅客鉄道。2025年6月17日閲覧。
18. ↑  「各駅の乗車人員 2019年度 ベスト100以外（7）：JR東日本」東日本旅客鉄道。2025年6月17日閲覧。

新幹線
1. 1 2  「新幹線駅別乗車人員（2023年度）| 企業サイト：JR東日本」東日本旅客鉄道。2024年7月21日閲覧。
2. 1 2  「新幹線駅別乗車人員（2019年度）：JR東日本」東日本旅客鉄道。2025年6月17日閲覧。
3. ↑  「JR東日本：新幹線駅別乗車人員（2012年度）」東日本旅客鉄道。2025年6月17日閲覧。
4. ↑  「新幹線駅別乗車人員（2013年度）：JR東日本」東日本旅客鉄道。2025年6月17日閲覧。
5. ↑  「新幹線駅別乗車人員（2014年度）：JR東日本」東日本旅客鉄道。2025年6月17日閲覧。
6. ↑  「新幹線駅別乗車人員（2015年度）：JR東日本」東日本旅客鉄道。2025年6月17日閲覧。
7. ↑  「新幹線駅別乗車人員（2016年度）：JR東日本」東日本旅客鉄道。2025年6月17日閲覧。
8. ↑  「新幹線駅別乗車人員（2017年度）：JR東日本」東日本旅客鉄道。2021年7月11日閲覧。
9. ↑  「新幹線駅別乗車人員（2018年度）：JR東日本」東日本旅客鉄道。2025年6月17日閲覧。
10. ↑  「新幹線駅別乗車人員（2020年度）| 企業サイト：JR東日本」東日本旅客鉄道。2025年6月17日閲覧。
11. ↑  「新幹線駅別乗車人員（2021年度）| 企業サイト：JR東日本」東日本旅客鉄道。2025年6月17日閲覧。
12. ↑  「新幹線駅別乗車人員（2022年度）| 企業サイト：JR東日本」東日本旅客鉄道。2025年6月17日閲覧。